# 덴마크의 지역

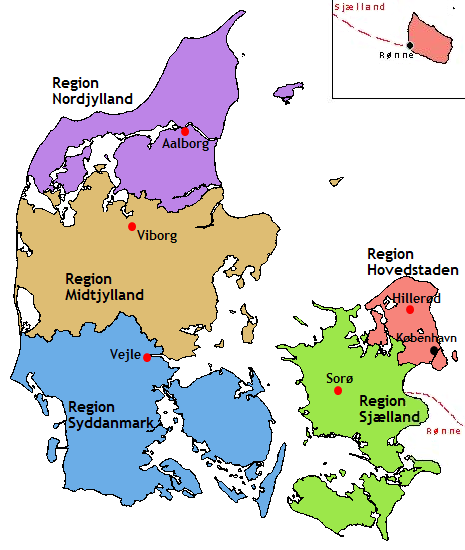
덴마크의 지역

덴마크는 5개 지역(덴마크어: Region 레기온[*])으로 구성되어 있으며 이들 지역은 98개 지방 자치체(덴마크어: kommuner 코무네르[*], 단수형: kommune 코무네[*])로 나뉜다.
5개 지역은 2007년 1월 1일 기존의 13개 주(amt)를 대체하여 만들어졌다. 동시에 지방 자치체도 270개에서 98개로 통합되었다.

## 덴마크의 지역
| 지역                           | 중심 도시           | 대도시               | 옛 주 (2006년 12월 31일까지 존속)                                                             |
| ------------------------------ | ------------------- | -------------------- | --------------------------------------------------------------------------------------------- |
| 덴마크 수도 지역 (Hovedstaden) | 힐레뢰드 (Hillerød) | 코펜하겐 (København) | 코펜하겐 주, 프레데릭스보르 주, 코펜하겐 시, 프레데릭스베르, 보른홀름                         |
| 중앙윌란 지역 (Midtjylland)    | 비보르 (Viborg)     | 오르후스 (Århus)     | 링쾨빙 주 전체 지역과 오르후스 주의 대부분 지역, 비보르 주의 남부 지역, 바일레 주의 북부 지역 |
| 북윌란 지역 (Nordjylland)      | 올보르 (Aalborg)    | 올보르 (Aalborg)     | 노르윌란 주 전체 지역과 비보르 주의 북부 지역, 오르후스 주의 일부 지역                        |
| 셸란 지역 (Sjælland)           | 소뢰 (Sorø)         | 로스킬레 (Roskilde)  | 로스킬레 주, 스토르스트룀 주, 베스트셸란 주                                                   |
| 남덴마크 지역 (Syddanmark)     | 바일레 (Vejle)      | 오덴세 (Odense)      | 퓐스 주, 리베 주, 쇠네르윌란 주 전체 지역과 바일레 주의 남부 지역                             |

## 같이 보기
- 덴마크의 지방 자치체
- 덴마크의 주
- ISO 3166-2:DK